# Beale Street Band
/www.youtube.com/watch?v=smsVyzs2TUABeale Street Band – polski zespół muzyczny wykonujący jazz tradycyjny (dixieland, swing, mainstream).

## Powstanie zespołu
Grupa została założona na przełomie 1973 roku przez trębacza Andrzeja Marchewkę. Pierwotnie występowała pod nazwą Marchewka i Jego Buraki, nazwę Beale Street Band przyjęła w roku 1975. Współpracowała z krakowskimi klubami jazzowymi (m.in. Pod Jaszczurami) oraz z Piwnicą pod Baranami.

## Działalność
W roku 1976 zespół  w składzie: Andrzej Marchewka,Bogusław Traciewicz, Jan Nowak, Alosza Awdiejew,Marek Rosner, Jacek Wać, Kazimierz Adamczyk zarejestrował pierwsze nagrania w krakowskim studiu Polskiego Radia. W 1979r w poszerzonym składzie o Janusza Nowotarskiego i Jan Budziaszka  zdobył dwie główne nagrody w konkursie Jazzu tradycyjnego w polskim i czeskim Cieszynie. W nieco innym składzie : Andrzej Marchewka, Janusz Witko, Tadeusz Gmyrek,Marek Rosner,Jeży Bożyk,Andrzej Popiel, Kazimierz Adamczyk, zespół rozpoczął koncerty po krajach europejskich ( RFN,NRD,Czechosłowacja, Belgia, Szwecja, Francja ). Brał udział w licznych festiwalach oraz imprezach muzycznych ( Praska Jesień Jazzowa, Złota Tarka, Zaduszki Jazzowe w Krakowie ,Jazz Jamboree, Hannover Jazz Tage, Jazz Montauban,  ....) Dokonywał licznych nagrań radiowych i telewizyjnych. Zespół ma również na swoim koncie nagranie muzyki Henryka Kuźniaka  do filmu "Vabank2".
Na festiwalu estradowym w Rzeszowie otrzymała główna nagrodę za najlepszy program estradowy dla dzieci " Micky Mouse Jazz" z którym to programem we współpracy ze Zbigniewem Książkiem oraz Zbigniewem Wodeckim dał wiele występów.
Okazjonalnie z zespołem występowali również wokaliści: Andrzej Zaucha, Danuta Błażejczyk,Renata Swierczyńska, Ewa Domagała. 

W roku 2002 część muzyków zespołu wraz z wokalistką stworzyło klubowy skład Hi-Five.

Po śmierci ( 27.08.2021 ) lidera zespołu Andrzeja Marchewki zespół zawiesił swoją działalność.

## Skład zespołu
Oprócz Andrzeja Marchewki, który był kierownikiem zespołu, w różnym czasie grało w nim około 50 muzyków, m.in. (kolejność alfabetyczna):
- Kazimierz Adamczyk – kontrabas,
- Aleksy Awdiejew – fortepian,
- Wojciech Bochenek – trąbka,
- Jerzy Michał Bożyk – fortepian,
- Jan Budziaszek – perkusja,
- Edward Drewnicki – puzon,
- Wacław Fular – trąbka,
- Tadeusz Gmyrek – puzon,
- Leszek Guździoł – kontrabas,
- Jan Ignatjuk – klarnet,
- Edward Madej – saksofon,
- Marek Michalski – banjo, gitara,
- Wiesław Moczulski – kontrabas,
- Jan Nowak – kontrabas,
- Janusz Nowak – puzon,
- Tomasz Nowak – fortepian,
- Janusz Nowotarski – saksofon,
- Marian Pawlik – kontrabas,
- Grzegorz Piętak – kontrabas,
- Paweł Płużek – fortepian,
- Andrzej Popiel – perkusja, manager zespołu,
- Adam Pukalak – perkusja,
- Marek Rosner – banjo, gitara,
- Włodzimierz Stawowy – saksofon,
- Wiesław Swacha – fortepian,
- Kazimierz Tabaka – saksofon,
- Bogusław Taraciewicz – klarnet,
- Marek Tomczyk – banjo, gitara,
- Jacek Wać – perkusja,
- Janusz Witko – klarnet.
- Antoni Krupa – gitara
- Benedykt Radecki – perkusja
- Dominik Klimczak – perkusja

## Nagrody
- 1979 – I Nagroda na Jazzowych Spotkaniach Przyjaźni w Cieszynie
- 1983 – Złota Tarka na Międzynarodowym Festiwalu "Old Jazz Meeting" w Warszawie
- nagroda na Dixieland Festival Dresden (Drezno)
- nagroda na Swinging Hannover
- nagroda na Jazz Festival Prague
- nagroda na International Jazz Festival Gent

## Dyskografia
- 1984 Beale Street Band Live (Poljazz PSJ-122)
- 1988 Beale Street Band Live (LP, Poljazz PSJ-205)
- 2002 In autumn mood (CD)
- 2004 Just Spring (CD)